# 1886 a tudományban
Az 1886. év a tudományban és a technikában.

## Kémia
- Clemens Winkler német vegyész felfedezi a germániumot

## Technológia
- Az amerikai Charles Martin Hall és a francia Paul Héroult – egymástól függetlenül – feltalálja és szabadalmaztatja a fémalumínium előállítására szolgáló olvadékelektrolízist (Hall–Héroult-eljárás)

## Születések
- január 2. – Wolf Emil vegyészmérnök, az önálló magyar gyógyszeripar egyik megteremtője († 1947)
- március 8. – Edward Calvin Kendall fiziológiai és orvostudományi Nobel-díjas (megosztva) amerikai vegyész († 1972)
- június 7. – Henri Coandă román mérnök, feltaláló, aerodinamikai úttörő († 1972)
- szeptember 13. – Robert Robinson Nobel-díjas angol szerves kémikus († 1975)
- szeptember 26. – Archibald Hill fiziológiai és orvostudományi Nobel-díjas angol fiziológus, biofizikus († 1977)
- november 17. – Szergej Ivanovics Ognyov orosz zoológus és természettudós († 1951)
- november 20. – Karl von Frisch fiziológiai és orvostudományi Nobel-díjas (megosztva) osztrák etológus († 1982)
- december 3. – Karl Manne Siegbahn Nobel-díjas svéd fizikus († 1978)
- december 4. – Ludwig Bieberbach német matematikus († 1982)

## Halálozások
- október 21. – Frederick Guthrie angol kémikus és fizikus (* 1833)
- november 11. – Paul Bert francia fiziológus, zoológus (* 1833)
- november 14.– Alexandre Béguyer de Chancourtois francia mineralógus (* 1820)